# 배틀스타 갈락티카 (2004년 TV 시리즈)의 에피소드 목록
《배틀스타 갈락티카》는 미국 Sci-Fi 채널에서 방송된 공상 과학 장르의 TV 드라마이다. 로날드 D. 무어와 원작 배틀스타 갈락티카의 기획자인 글렌 A. 라슨이 제작을 맡았다. 2003년 12월 세 시간 분량의 미니시리즈가 방송되었으며 이후 2004년부터 2009년까지 총 4시즌 75회분이 방송되었다. 첫 방송은 2004년 10월 18일 영국 Sky1에서 시작했으며 미국에서는 2005년 1월 14일 Sci-Fi 채널을 통해 첫 방송이 이루어졌다.
배틀스타 갈락티카의 기본 줄거리는 먼 태양계에 12 식민지를 배경으로 한다. 각 부족의 이름을 딴 12개의 행성에서 살고있는 문명화된 인류는 그들이 만들어낸 기계 종족인 사일런과의 전쟁을 치른 후 휴전 상태에 있었다. 사일런 6호의 꾀임에 빠진 가이우스 발타 박사 때문에 모든 식민지는 사일런의 갑작스런 핵 공격을 받아 멸망했고, 단 5만 여 명의 인류만이 살아남게 되었다. 퇴역 직전의 전함 배틀스타 갈락티카호를 이끄는 사령관 윌리엄 아다마는 내각 위원들의 죽음으로 대통령직을 승계하게 된 로라 로슬린과 함께 살아남은 인류를 이끌고 13번째 행성으로 알려진 "지구"를 찾아나선다.

## 시리즈 둘러보기
| 타이틀                     | 타이틀                  | 회             | DVD 발매일                          | DVD 발매일                       | DVD 발매일                       | 블루레이 발매일  |
| 타이틀                     | 타이틀                  | 회             | 지역코드 1                          | 지역코드 2                       | 지역코드 4                       | 블루레이 발매일  |
| -------------------------- | ----------------------- | -------------- | ----------------------------------- | -------------------------------- | -------------------------------- | ---------------- |
|                            | 미니시리즈 (2003)       | 2              | 2004년 12월 28일                    | 2004년 3월 1일                   | 2004년 4월 16일                  | 없음             |
|                            | 시즌 1 (2004–2005)      | 13             | 2005년 9월 20일                     | 2005년 3월 28일                  | 2006년 8월 15일                  | 2010년 1월 5일   |
|                            | 시즌 2 (2005–2006)      | 20             | 2005년 12월 20일 (시즌 2.0)         | 2006년 8월 28일                  | 2007년 4월 4일                   | 2010년 4월 6일   |
| 2006년 9월 19일 (시즌 2.5) | 시즌 2 (2005–2006)      | 20             |                                     | 2006년 8월 28일                  | 2007년 4월 4일                   | 2010년 4월 6일   |
|                            | 시즌 3 (2006–2007)      | 20             | 2008년 3월 18일                     | 2007년 9월 3일                   | 2007년 11월 2일                  | 2007년 7월 27일  |
|                            | Razor                   | TV 영화        | 2007년 12월 4일                     | 2007년 12월 26일                 | 2008년 8월 20일                  | 2010년 12월 28일 |
|                            | 시즌 4 (2008–2009)      | 20             | 2009년 1월 6일 (시즌 4.0)           | 2008년 10월 6일 (시즌 4)         | 2008년 12월 3일 (시즌 4: 파트 1) | 2011년 1월 4일   |
| 2009년 7월 28일 (시즌 4.5) | 시즌 4 (2008–2009)      | 20             | 2009년 6월 1일 ("The Final Season") | 2009년 8월 28일 (시즌 4: 파트 2) |                                  | 2011년 1월 4일   |
|                            | The Plan (2009)         | TV 영화        | 2009년 10월 27일                    | 2010년 3월 10일                  | 2009년 12월 7일                  | 2009년 10월 27일 |
| 기타 발매 목록             |                         |                |                                     |                                  |                                  |                  |
|                            | 미니시리즈 & 시즌 1–3   | 55             | 없음                                | 2007년 10월 22일                 | 2007년 12월 4일                  | 없음             |
|                            | 미니시리즈 & 시즌 1–4   | 65 & TV 영화   | 없음                                | 2008년 10월 6일                  | 없음                             | 없음             |
|                            | The Complete Series     | 75 & TV 영화   | July 28, 2009                       | 2009년 9월 21일                  | 없음                             | 2009년 8월 28일  |
|                            | The Complete Collection | 75 & 2 TV 영화 | 없음                                | 없음                             | 2009년 12월 7일                  | 없음             |
|                            | The Complete Series     | 75 & 2 TV 영화 | 2010년 4월 6일                      | 없음                             | 2010년 3월 8일                   | 2010년 4월 6일   |

## 미니시리즈
| № # | # # | 제목     | 감독          | 각본           | 본방송일자      | 생존자 수     |
| --- | --- | -------- | ------------- | -------------- | --------------- | ------------- |
| - | -   | "Part 1" | 마이클 라이머 | 로날드 D. 무어 | 2003년 12월 8일 | 명시되지 않음 |
| 배틀스타 갈락티카의 퇴역식은 12 식민지에 대한 사일런의 갑작스런 공격으로 중단된다. |     |          |               |                |                 |               |
| - | -   | "Part 2" | 마이클 라이머 | 로날드 D. 무어 | 2003년 12월 9일 | 50,298        |
| 새로운 콜로니 대통령이 된 로라 로슬린은 뿔뿔이 흩어져있는 살아남은 함선들을 모아 갈락티카 호에 구조를 요청한다. 압도적인 화력과 병력의 열세를 깨달은 아다마 사령관은 민간선을 이끌고 신화에 등장하는 "지구"라는 행성을 찾기위한 여정을 시작한다. |     |          |               |                |                 |               |